# Relaciones Cabo Verde-Estados Unidos
Las relaciones Estados Unidos-Cabo Verde son las relaciones diplomáticas entre Cabo Verde y Estados Unidos.

## Historia
La relación es cordial y tiene fuertes raíces históricas. A principios del siglo XVIII, los barcos balleneros de EE. UU. Parecen haber comenzado a reclutar tripulaciones de  Brava y  Fogo para cazar ballenas que abundaban en el Aguas que rodean Cabo Verde. Los lazos entre las colonias americanas y Cabo Verde están documentados desde la década de 1740, cuando los barcos estadounidenses anclan rutinariamente en los puertos de Cabo Verde para comerciar con sal o comprar esclavos s. La tradición de emigración a los Estados Unidos comenzó en ese momento y continúa hoy.
El primer [consulado de los Estados Unidos] en África subsahariana se estableció en Cabo Verde en 1818. La representación consular de los Estados Unidos continuó a lo largo del siglo XIX. Los Estados Unidos reconocieron a Cabo Verde en su día de la independencia y apoyaron su admisión a Naciones Unidas. Cabo Verde asignó uno de sus primeros embajadores a los Estados Unidos, y un embajador residente de los Estados Unidos fue enviado a Cabo Verde en 1983. El Primer Ministro José Neves visitó las comunidades de Cabo Verde en Nueva Inglaterra durante un viaje oficial a los Estados Unidos en 2002, y el presidente Pedro Pires visitó los Estados Unidos en abril de 2005. (El Primer Ministro Neves también visitó los Estados Unidos en septiembre de 2007).
Los Estados Unidos proporcionaron ayuda económica y de emergencia ayuda humanitaria a Cabo Verde en el período inmediatamente posterior a la independencia de Cabo Verde, así como después de desastres naturales, incluido un huracán que azotó la isla de Brava en 1982, y después de una severa erupción volcánica en Fogo en 1995. Cabo Verde también es elegible para beneficios comerciales bajo la Ley de Crecimiento y Oportunidad de África (AGOA), y ha firmado un acuerdo de Cielos Abiertos para facilitar la seguridad y los viajes aéreos. expansión. El 4 de julio de 2005, Cabo Verde se convirtió en el tercer país en firmar un acuerdo con la Corporación del Desafío del Milenio (MCC) financiada por el Gobierno de los Estados Unidos; el paquete de asistencia de cinco años vale más de $ 110 millones para abordar la expansión económica rural, el desarrollo de  infraestructura y el desarrollo del sector crediticio.

## Oficiales principales de los Estados Unidos
- Embajador - Donald L. Heflin
- Jefe de Misión Adjunto: Raymond H. Murphy, II
- Cónsul: Shigh Sapp
- Oficial político — David Mauro

## Misiones diplomáticas
La Embajada de Estados Unidos en Cabo Verde se encuentra en Praia.